# Велес-2020
«Велес-2020» (бел. «Вялес-2020») — белорусский футбольный клуб из Витебска, основанный в 2020 году.

## История
Футбольный клуб был создан в 2020 году. В 2021 году клуб подал заявку для участия во Второй лиге. Однако позже главный тренер клуба Вячеслав Акшаев сказал, что клуб не подавал заявку на участие в чемпионате из-за изменившегося регламента. В 2022 году клуб стал выступать во Второй лиге. В июне 2022 года главным тренеромстала Екатерина Иванская. Под её руководством команда стала победителем турнира второй лиги Витебского дивизиона.
В декабре 2022 года в клубе заявили, что имеется вероятность участия в Первой лиге. В конце декабря в пресс-службе клуба сообщили, что клуб продолжит выступать во Второй лиге. В январе 2023 года руководство клуба сообщило о начале проведения ребрендинга клуба. В апреле клуб снялся с Второй лиги.
На протяжении 2023 года витебский клуб находился на стадии подготовки[уточнить], обзаводясь собственной инфраструктурой и подбирая новых футболистов. В ноябре 2023 года пресс-служба клуба сообщила, что в сезоне 2024 года в случае попадания клуба в новый формат Второй лиги, главным тренером будет Игорь Чумаченко.

## Статистика выступлений
| Сезон | Лига                        | М    | И  | В  | Н | П | Голы  | Очки | Кубок | Примечания       |
| ----- | --------------------------- | ---- | -- | -- | - | - | ----- | ---- | ----- | ---------------- |
| 2022  | Вторая Лига (Д3)            | 1    | 18 | 16 | 0 | 2 | 94–15 | 48   | 1/64  | Выход в плей-офф |
| 2022  | Вторая Лига (плей-офф) (Д3) | 9-16 | 2  | 0  | 2 | 0 | 4–4   | —    | 1/64  |                  |

## Главные тренеры
| Главный тренер             | Период работы |
| -------------------------- | ------------- |
| Акшаев Вячеслав Евгеньевич | 2021—2022     |